# Бойцов, Игорь Иванович
Игорь Иванович Бойцов (род. 5 марта 1959, Ленинград) — советский хоккеист, нападающий.

## Биография
Воспитанник СКА Ленинград. 18 января 1976 года в домашнем матче против «Динамо» Рига (3:4) дебютировал в составе клуба в чемпионате СССР, проведя единственную игру в сезоне. Два следующих сезона отыграл во второй лиге за «Судостроитель», провёл три матча за СКА в сезоне 1977/78. Выступал за команды ВИФК (1979/80), «Ижорец» (1980/81 — 1981/86), «Металлург» Череповец (1987/88).
Бронзовый призёр чемпионата Европы среди юниорских команд 1977 года.